# Pachygnatha kiwuana
Pachygnatha kiwuana är en spindelart som beskrevs av Embrik Strand 1913. Pachygnatha kiwuana ingår i släktet Pachygnatha och familjen käkspindlar.
Artens utbredningsområde är Kongo. Inga underarter finns listade i Catalogue of Life.